# Campionato mondiale militare di scherma 1986
Il Campionato mondiale militare di scherma del 1986 ("1986 World Military Fencing Championships") è stato organizzato dalla Federazione internazionale della scherma e si è svolto a Brest in Francia dal 19 al 26 aprile.
Nel fioretto, si sono aggiudicati i titoli di campione e campionessa mondiale militare l'italiano Mauro Numa, che ha battuto in finale il connazionale Carlo Alberto Busi, e la francese Isabelle Tuduri-Ep-Gorse che ha avuto la meglio sull'elvetica Dagmar Halbherr.
Nella spada il tedesco Arnd Schmitt ha battuto in finale il francese Paul Four, ottenendo il titolo mondiale militare maschile.
Nella sciabola l'italiano Sergio Virgilio prevale sul connazionale Antonio Casalucci.
Nel campionato mondiale militare a squadre maschili, la nazionale italiana ha prevalso nella finale del fioretto contro la Germania, mentre la nazionale tedesca ha vinto nella spada contro la formazione francese, ed infine la nazionale italiana ha avuto la meglio sulla compagine belga nella sciabola.
Nel campionato mondiale militare a squadre femminili, la nazionale svizzera ha prevalso nella finale del fioretto contro la Francia.

## Podi

### Uomini
| Specialità  | Oro                                                         | Argento             | Bronzo                  |
| Individuali |                                                             |                     |                         |
| Fioretto    | Mauro Numa                                                  | Carlo Alberto Busi  | Olivier Belnoue         |
| Spada       | Arnd Schmitt                                                | Paul Four           | Daniel Giger            |
| Sciabola    | Sergio Virgilio                                             | Antonio Casalucci   | Michele Bonsanto        |
| A squadre   |                                                             |                     |                         |
| Fioretto    | Italia Carlo Alberto Busi Mauro Numa -                      | Germania -          | Francia -               |
| Spada       | Germania Arnd Schmitt -                                     | Francia Paul Four - | Svizzera Daniel Giger - |
| Sciabola    | Italia Michele Bonsanto Antonio Casalucci Sergio Virgilio - | Belgio -            | Germania -              |

### Donne
| Specialità  | Oro                                        | Argento                            | Bronzo          |
| Individuali |                                            |                                    |                 |
| Fioretto    | Isabelle Tuduri-Ep-Gorse                   | Dagmar Halbherr                    | Cristina Rauber |
| A squadre   |                                            |                                    |                 |
| Fioretto    | Svizzera Dagmar Halbherr Cristina Rauber - | Francia Isabelle Tuduri-Ep-Gorse - | Belgio -        |

## Medagliere
| Pos.   | Nazione  | Oro | Argento | Bronzo | Totale |
| ------ | -------- | --- | ------- | ------ | ------ |
| 1      | Italia   | 4   | 2       | 1      | 7      |
| 2      | Germania | 2   | 1       | 1      | 4      |
| 3      | Francia  | 1   | 3       | 2      | 6      |
| 4      | Svizzera | 1   | 1       | 3      | 5      |
| 5      | Belgio   | 0   | 1       | 1      | 2      |
| Totale | Totale   | 8   | 8       | 8      | 24     |